# Franz Kaupp
Franz Kaupp (* 6. November 1866 in Freudenstadt; † 8. Februar 1945 ebenda) war ein deutscher Prediger und Autor der Brüderbewegung, der mehrfach von der Gestapo verhaftet wurde.

## Leben

### Kindheit und Erwachsenenleben
Kaupp wuchs als Kind gläubiger Protestanten in armen Verhältnissen auf. Mit drei Monaten wurde er durch den Tod seines Vaters Halbwaise. Mit 14 Jahren begann er eine Lehre als Bäcker, doch nach bereits einem Jahr starb der Meister und Kaupp machte sich mit kaum 15 Jahren auf Arbeitssuche in der Fremde. In Straßburg fand er eine Anstellung, wo er nicht selten 16 Stunden pro Tag arbeiten musste und nur 5 Mark Lohn pro Woche erhielt.
Mit 18 Jahren lebte er in Mühlhausen, wo ein älterer Cousin von ihm arbeitete und ihn zu christlichen Versammlungen mitnahm. Dort traf er mit Charles Vodoz zusammen, dessen Ansprache bei ihm eine Bekehrung auslöste. Er beschäftigte sich intensiv mit der Bibel und lernte Französisch, um als Wanderbursche in die französische Schweiz zu ziehen. Außerdem lernte der Bäckergeselle Kaupp Griechisch, Lateinisch, Englisch und später noch Hebräisch.
Nach ca. 12 Jahren Wanderschaft in der Schweiz und im Elsass machte er sich als Bäckermeister in Gebweiler selbstständig. Im September 1893 heiratete er Sophie Schweizer. Er widmete sich intensiv dem Bibelstudium, und um dafür mehr Zeit zu gewinnen, vermietete er 1906 seine Bäckerei und nahm eine Stelle als Büroangestellter in einer Mehlhandlung an. Im April 1911 starb seine Ehefrau, sodass er sich allein um seine Tochter kümmern musste.
Am 1. April 1919 wurde Kaupp als Deutscher aus dem Elsass ausgewiesen, obwohl er sich aus der Politik herausgehalten hatte. Er durfte nur die notwendigen Dinge mitnehmen und machte sich wieder auf den Weg in seine Geburtsstadt Freudenstadt, wo er bis 1944 als Angestellter im Verkehrsbüro der Kurverwaltung tätig war.
Im April 1925 heiratete der Witwer die Handarbeitslehrerin Fanny Wirth. In dieser Zeit beantwortete er zahlreiche Fragen zur Bibel, schrieb Kalenderzettel und übersetzte englische Artikel und Bücher unter anderem von John Nelson Darby und William Kelly ins Deutsche.

### Zeit des Nationalsozialismus
Am 28. April 1937 wurde das von der Gestapo erlassene Verbot der „Christlichen Versammlung“ in der Presse veröffentlicht. Es kam für die Betroffenen wie aus dem Nichts, Versammlungsräume wurden geschlossen, Bibeln und Liederbücher beschlagnahmt. Eine Aufhebung des Verbots wurde von folgenden Bedingungen abhängig gemacht:
- Schaffung einer durchsichtigen, klar strukturierten Organisation
- Aufgabe der unpolitischen, als „staats-“ und „lebensfeindlich“ angesehenen Haltung
- Bekenntnis zum nationalsozialistischen Staat

Dem im Juni 1937 auf diesen Prinzipien gegründeten „Bund freikirchlicher Christen“ schloss Kaupp sich nicht an, sondern hielt wie einige andere Christen, darunter Otto Bubenzer, geheime Zusammenkünfte ab, woraufhin er von der Gestapo verhaftet und am 8. Februar 1938 vor Gericht gestellt wurde.
Vor dem Präsidenten des Sondergerichts beteuerte der angeklagte Kaupp, dass die christlichen Zusammenkünfte der Beschäftigung mit der Bibel und Jesus Christus dienten und somit keinen politischen Zweck verfolgten. Es wurde ihm daraufhin jegliche religiöse Tätigkeit (mündlich und schriftlich) verboten und auch die öffentlichen Zusammenkünfte als „Christliche Versammlung“ wurden im Urteil erneut verboten.
1942 führte die Gestapo wieder vielerorts Hausdurchsuchungen durch; auch Kaupp wurde im November dieses Jahres erneut verhaftet. Man beschlagnahmte seine Schreibmaschine und 181 Bücher und Broschüren aus seiner Bibliothek mit seinen Manuskripten aus mehr als dreißigjähriger Arbeit.
Bei der Gerichtsverhandlung wurde ihm die schriftliche Weiterführung verbotener Versammlungen vorgeworfen. Man drohte ihm, in Zukunft keine Rücksicht mehr auf sein hohes Alter zu nehmen und dass er, wenn er weiterhin biblische Fragen beantworte und mit der Bibel in der Tasche Besuche mache, ins Konzentrationslager käme.
Auf schriftliche Anfrage bei der Gestapo wurde ihm die Rückgabe seiner Bücher und Manuskripte verwehrt, da es „unerwünschtes Schrifttum“ sei.
Im November 1944 war Kaupp zu einer Beerdigung in Pforzheim eingeladen, wo er eine Ansprache halten durfte (Beerdigungspredigten waren ihm nicht verboten). Auf der Heimreise wurde der Eisenbahnzug von alliierten Flugzeugen angegriffen, und die Passagiere flüchteten aus den Waggons in das feuchte Novemberwetter. Kaupp kam nachts in Freudenstadt an, zog sich jedoch in der Folge eine schwere Grippe zu, von der er sich nicht mehr erholte. Am 8. Februar 1945 starb er im Kurhaus Freudenstadt.

## Schriften (Auswahl)
- Biblische Fragen. Beantwortet von Franz Kaupp. Ernst-Paulus-Verlag, Neustadt/Weinstraße 1972
- Die Ekklesia Gottes (Manuskript), Freudenstadt 1938[2]
- Ohne Heiligung kein Christentum. Ernst-Paulus-Verlag, Neustadt/Weinstraße o. J.